# Placusa strata
Placusa strata är en skalbaggsart som beskrevs av Thomas Casey 1911. Placusa strata ingår i släktet Placusa och familjen kortvingar. Inga underarter finns listade i Catalogue of Life.